# Synanthedon neotropica
Synanthedon neotropica is een vlinder uit de familie wespvlinders (Sesiidae), onderfamilie Sesiinae.
Synanthedon neotropica is voor het eerst wetenschappelijk beschreven door Heppner & Duckworth in 1981. De soort komt voor in het Neotropisch gebied.